# Parafia Matki Bożej Różańcowej w Karsinie
Parafia Matki Bożej Różańcowej w Karsinie – rzymskokatolicka parafia w Karsinie. Należy do dekanatu bruskiego diecezji pelplińskiej. Erygowana w 1913 roku.

## Publikacje
W 2010 roku została wydana książka opisująca dzieje parafii autorstwa Aleksandra Łosińskiego pt. Dzieje parafii Karsin, wyd. Bernardinum, Pelplin 2010, ISBN 978-83-7380-910-9.